# Die Jungen Tenöre
Die Jungen Tenöre (en français, Les Jeunes Ténors) est un groupe vocal allemand.

## Histoire
En 1997, les chanteurs Bernhard Hirtreiter, Hans Hitzeroth et Thomas Kiessling sont sélectionnés après une audition pour enregistrer le générique (Love is waiting) de l'émission télévisée Herzblatt ; La présentation de l'émission venait de passer de Rainhard Fendrich à l'ancienne chanteuse d'opéra Hera Lind. Conçu à l'origine uniquement comme un trio de studio ponctuel, l'idée de fusionner la musique pop et classique avec des voix de formation classique est poursuivie. Le groupe s'appelait Hearts and Roses. Il participe à l'émission de sélection de l'Allemagne au Concours Eurovision de la chanson 1998 avec la chanson Du bist ein Teil von mir ; pendant les répétitions, le trio est rebaptisé Die Drei Jungen Tenöre. Après une comparaison avec Les Trois Ténors, le nom est changé en Die Jungen Tenöre. En 2001, le trio interprète le générique de la loterie de l'ARD Ein Platz an der Sonne. En janvier 2003, Thomas Kiessling quitte le groupe et est remplacé par le ténor Hubert Schmid. Fin 2006, Bernhard Hirtreiter quitte le groupe et est remplacé par le ténor berlinois Ilja Martin.
Après 14 ans de présence, Hans Hitzeroth et Hubert Schmid mettent fin à leur collaboration avec Die Jungen Tenöre fin 2017. On décide de mettre fin à ce projet. Le ténor berlinois Ilja Martin, qui fait partie de la formation depuis 2006, poursuit désormais le trio à succès sous le nom de Die 3 Jungen Tenöre, avec Carlos Sanchez de Dresde et Richard Neugebauer de Hambourg.

## Discographie
Albums
- 1998 : Die jungen Tenöre
- 1999 : Vergiss die Liebe nicht
- 2000 : Stimmen
- 2002 : Schlagergold
- 2002 : Eine Weihnachtsreise
- 2004 : Viva Italia
- 2005 : Söhne des Amor
- 2005 : Beswingliche Weihnacht
- 2007 : Die Liebe siegt
- 2007 : Festliche Abendmusik
- 2009 : Pop Classics
- 2012 : Schön wie der Tag

## Source de la traduction
- (de) Cet article est partiellement ou en totalité issu de l’article de Wikipédia en allemand intitulé « Die Jungen Tenöre » (voir la liste des auteurs).